# Ben 10 (seriál, 2005)
Ben 10 (v anglickém originálu také též Ben 10 Classic) je americký animovaný sci-fi televizní seriál vytvořený skupinou Man of Action, která se skládá z Duncana Rouleaua, Joea Caseyho, Joea Kellyho a Stevena T. Seagla, a produkovaný studiem Cartoon Network Studios. Seriál se vysílal od 27. prosince 2005 do 15. dubna 2008 na stanici Cartoon Network.
Seriál se stal populárni mezi diváky a byl nominován na 2 ceny Emmy, vyhral jednu pro "Vynikající individuální úspěch v animaci". Seriál byl nahrazen seriály Ben 10: Síla vesmiru, Ben 10: Dokonalý mimozemšťan,  Ben 10: Omniverse a pak byl natočen stejnojmenný reboot.

## Obsazení

### Hlavní postavy
- Tara Strong / Petr Neskusil jako Benjamin Kirby "Ben" Tennyson / Ben 10, Ultra Ben
- Meagan Smith / Terezie Taberyová jako Gwendolyn "Gwen" Tennyson
- Paul Eiding / Zdeněk Maryška jako Magister Maxwell "Max" Tennyson / Děda Max

### Vedlejší postavy
- Dee Bradley Baker jako Cash Murray, Gluto
- Adam Wylie jako J.T.
- Robert David Hall jako Azmuth
- Troy Baker / Steve Blum jako Retaliator / Azmuth's Father
- Dave Fennoy jako Tetrax Shard
- Vanessa Marshall jako Myaxx, Tini
- Michael Gough jako Lieutenant Steel
- Grey DeLisle jako Xylene
- Bettina Bush jako Kai Green
- Miguel Nájera jako Magister Wesley "Wes" Green
- Tom Kane jako Ultimos
- Greg Ellis jako Synaptak
- Cathy Cavadini jako Cooper Daniels

### Tennysonova rodina
- Dee Bradley Baker jako Carl Tennyson, Joel Tennyson
- Tara Strong jako Sandra Tennyson, Lucy Mann
- Miriam Flynn jako Vera Tennyson
- Jim Ward jako Gordon Tennyson
- B. J. Ward jako Betty Jean Tennyson
- Grey DeLisle jako Camille Mann-Tennyson

### Další postavy
- Jennifer Hale jako Jamie, Benova učitelka, Gilbert, Mandy
- Jim Ward jako Captain Shaw, Hotel Guard
- Steve Blum jako Roger, Bob, Steve Cummings
- Richard McGonagle jako Dr. Kelly, The President of the United States
- Tara Strong jako Sumo Slammer Collecting Boy, Edith, Mrs. Fang
- Fred Tatasciore jako Krakken
- Walker Edmiston jako Marty
- Dwight Schultz jako Earl
- Nolan North jako Brad
- Rosalind Chao jako Councilwoman Liang
- Dee Bradley Baker jako Joe, The Amazing Alan, Elsgood, Mr. Zu, Porcupine, The Immovable Object
- Jack Angel jako Technorg
- Kim Mai Guest jako Andy
- Dave Wittenberg jako Harold
- Kath Soucie jako Tiffany, Edwin "Eddie" GrandSmith, Joan Maplewood
- Tom Kane jako Donovan GrandSmith
- Richard Doyle jako Thomas Jingles / Mr. Jingles, Dr. Shueman
- Keone Young jako Ishiyama
- Adam Wylie jako Peterson
- Richard Horvitz jako Arnold
- Josh Keaton jako Tim Dean, Hector
- John Cygan jako Abel North
- Rob Pinkston jako Todd Maplewood
- Mark Thompson jako Vance Vetteroy
- Patricia Lentz jako Shelby
- Neil Ross jako Laurence Wainright
- Jason Spisak jako Gaterboy
- Bill Ratner jako Vyprávěč v "Gwen 10" a "Goodbye and Good Riddance"

### Budoucí postavy
- Fred Tatasciore / Petr Neskusil jako Benjamin "Ben" Kirby Tennyson / Ben 10,000
- Tara Strong / Terezie Taberyová jako Gwendolyn Tennyson
- Tara Strong / Petr Neskusil jako Ken "Kenny" Tennyson / Ken 10
- Charlie Schlatter / Oldřich Hajlich jako Devlin Levin

### Mimozemšťané (Benovy mimozemské inkarnace)

#### Původní mimozemšťané
- Jim Ward / Bohdan Tůma jako Diamondhead (Diamantovec), XLR8 (Akcelerátor)
- Richard McGonagle / Bohdan Tůma jako Four Arms (Čtyřhnát)
- Steve Blum / Bohdan Tůma jako Zs'Skayr / Ghostfreak (Duchošil), Heatblast (Horkohlav)
- Richard Horvitz / Bohdan Tůma jako Grey Matter (Šedá hmota)
- Fred Tatasciore / Bohdan Tůma jako Ripjaws (Čelisťák)
- Dee Bradley Baker / Bohdan Tůma jako Stinkfly (Pušivec)
- Tara Strong / Bohdan Tůma jako Upgrade (Aktulák)
- Dee Bradley Baker / Bohdan Tůma jako Wildmutt (Vořech)

#### Další mimozemšťané
- Tara Strong / Bohdan Tůma jako Blitzwolfer / Benwolf
- Fred Tatasciore / Bohdan Tůma jako Cannonbolt (Kanoňák), Way Big (Megoun)
- Rob Paulsen / Bohdan Tůma jako Ditto
- Dee Bradley Baker jako Eye Guy
- Michael Dorn / Bohdan Tůma jako Frankenstrike / Benvicktor
- Richard Green / Bohdan Tůma jako Snare-oh / Benmummy
- Dave Wittenberg / Bohdan Tůma jako Upchuck (Plivač)
- Jim Ward / Bohdan Tůma jako Wildvine (Révoun)

#### Budoucí mimozemšťané
- Tom Kane / Bohdan Tůma jako Arctiguana (Arktiďák)
- Tara Strong jako Buzzshock
- Dee Bradley Baker jako Spitter

#### Gwen 10
- Grey DeLisle jako Heatblast Gwen (Horkohlav Gwen)
- Kari Wahlgren jako Grey Matter Gwen (Šedá hmota Gwen)
- Vanessa Marshall jako Diamondhead Gwen (Diamantovec Gwen), Four Arms Gwen (Čtyřhnát Gwen), Cannonbolt Gwen (Kanoňák Gwen)
- Ashley Johnson jako XLR8 Gwen (Akcelerátor Gwen)
- Paul Eiding jako Upgrade Max (Aktulák Max)

#### Kombinace
- Jim Ward / Bohdan Tůma jako Diamond Matter (Diamantová hmota; kombinace Šedé hmoty a Diamantovce)
- Steve Blum / Bohdan Tůma jako Heat Jaws (Horkočelisťák; kombinace Horkohlava a Čelisťáka)
- Dee Bradley Baker / Bohdan Tůma jako Stink Arms (Pušihnát; kombinace Pušivce a Čtyřhnáta)

#### Kevin 11
- Steve Blum / Bohdan Tůma jako Zs'Skayr / Ghostfreak (Duchošil), Heatblast (Horkohlav)
- Jim Ward / Bohdan Tůma jako XLR8 (Akcelerátor)
- Dee Bradley Baker / Bohdan Tůma jako Stinkfly (Pušivec)
- Richard McGonagle / Bohdan Tůma jako Four Arms (Čtyřhnát)
- Charlie Schlatter / Oldřich Hajlich jako Heatblast Kevin (Horkohlav Kevin), Four Arms Kevin (Čtyřhnát Kevin)

#### Framed (Falešně obvinen)
- Jim Ward / Bohdan Tůma jako Diamondhead (Diamantovec)
- Dee Bradley Baker / Bohdan Tůma jako Wildmutt (Vořech)

- Richard McGonagle / Bohdan Tůma jako Four Arms (Čtyřhnát)

- Charlie Schlatter / Oldřich Hajlich jako Four Arms Kevin (Čtyřhnát Kevin), Heatblast Kevin (Horkohlav Kevin), Stinkfly Kevin (Pušivec Kevin), Diamondhead Kevin (Diamantovec Kevin), Upgrade Kevin (Aktulák Kevin)

### Zločinci

#### Hlavní
- Steve Blum jako Vilgax
- Dee Bradley Baker jako The Drones, Sixsix
- Billy West jako Kraab
- Jennifer Hale jako Rojo
- Michael Reisz / Oldřich Hajlich jako Kevin Ethan Levin / Kevin 11 (první řada)
- Charlie Schlatter / Oldřich Hajlich jako Kevin Ethan Levin / Kevin 11 (řady 2-4)
- Steve Blum / Bohdan Tůma jako Zs'Skayr / Ghostfreak (Duchošil)
- Michael Dorn jako Viktor / Dr. Viktor
- Richard Doyle jako Driscoll, Enoch
- Kevin Michael Richardson jako The Forever Ninja / Red Knight

#### Vedlejší
- Dwight Schultz jako Dr. Aloysius James Animo
- Dee Bradley Baker jako The Mutant Frog, The Mutant Cockatiel, Acid Breath, Stone Creatures
- John Kassir jako Herbert J. Zomboni / Zombozo
- Cree Summer jako Frightwig
- Jeff Doucette jako Thumbskull
- Khary Payton jako Hex
- Kari Wahlgren jako Hope / Charmcaster (Zaklínačka)
- Nicholas Guest jako Clancy
- Robert Patrick jako Phillip "Phil" Billings
- Richard Horvitz jako Sublimino
- Armin Shimerman jako Slix Vigma

#### Další
- Robin Atkin Downes jako Jonah Melville
- Jim Ward jako Jack, S.A.M., Mr. Beck, The Piscciss Volann Prisoner
- Fred Tatasciore jako Duane, Dr. Doomacus, The Mycelium, Coach Finn, Bug-Lite
- Larry Cedar jako Howell Wayneright
- Robert Picardo jako The Leader Alien
- James C. Mathis III jako The Enforcer Alien
- Dee Bradley Baker jako The Interpreter Alien, Scooter Tidwell, Camille's Ex-Boyfriend
- Jennifer Malenke jako Missy
- Kim Mai Guest jako Pinky
- Clancy Brown jako Kenko, the Shapeshifter
- Steve Blum jako Mr. Mann, The Nightmarish Alien
- Grey DeLisle jako Mrs. Mann
- John DiMaggio jako Baron Highway
- Jennifer Hale jako Turbine
- Dave Wittenberg jako Road Rage
- Richard Horvitz jako The Lepidopterran Prisoner
- Richard McGonagle jako Psyphon's Minion / Gladiator Prisoner

#### Budoucí
- Richard McGonagle jako Exo-Skull
- Charlie Schlatter / Oldřich Hajlich jako Kevin Ethan Levin / Kevin 11,000

## Řady a díly
| Řada | Díly | Premiéra v USA     | Premiéra v USA  |
| Řada | Díly | První díl          | Poslední díl    |
| ---- | ---- | ------------------ | --------------- |
| 1    | 13   | 27. prosince 2005  | 25. března 2006 |
| 2    | 13   | 29. května 2006    | 9. října 2006   |
| 3    | 13   | 25. listopadu 2006 | 21. dubna 2007  |
| 4    | 13   | 14. července 2007  | 15. dubna 2008  |